# Stanisław Pieniak
Stanisław Pieniak (ur. 18 października 1945) – reżyser, scenarzysta i montażysta filmów dokumentalnych.
W 1978 ukończył studia na Wydziale Reżyserii PWSFTviT w Łodzi. Był wykładowcą na Wydziale Telewizyjnym Uniwersytetu Śląskiego w Katowicach. W stanie wojennym pracował w cukierni, po czym powrócił do działalności telewizyjnej. Pracował w redakcji Wiadomości w TVP1, był także trzecim zastępcą Jacka Snopkiewicza, ówczesnego dyrektora programowego serwisu.

## Wybrana filmografia
- filmy z serii Bajki rosyjskie
- Byli sobie odkrywcy
- Młoda Pocahontas
- Kajtuś
- Księżniczka łabędzi III: Skarb czarnoksiężnika
- Scooby i Scrappy Doo
- Scooby i Scrappy Doo

## Odznaczenia
- Krzyż Kawalerski Orderu Odrodzenia Polski (2013 - M.P. z 2014, poz. 385) za „wybitne zasługi dla rozwoju telewizji publicznej, za osiągnięcia w pracy zawodowej i działalności społecznej”[2].